# Jan Lesiecki
Jan Lesiecki herbu Nałęcz – podsędek buski w latach 1686-1690, pisarz buski w latach 1679-1686, komornik graniczny bełski w 1674 roku.
Był elektorem Jana III Sobieskiego z województwa bełskiego w 1674 roku.